# 504. pehotni polk (Wehrmacht)
Za druge 504. polke glejte 504. polk.
504. pehotni polk (izvirno nemško Infanterie-Regiment 504) je bil eden izmed pehotnih polkov v sestavi redne nemške kopenske vojske med drugo svetovno vojno.

## Zgodovina
Polk je bil ustanovljen 6. februarja 1940 kot polk 8. vala v Truppenübungsplatz Arysju iz delov 1., 43. in 476. pehotnega polka; polk je bil dodeljen 291. pehotni diviziji. 
15. oktobra 1940 je bil I. bataljon izvzet iz sestave in dodeljen 580. pehotnemu polku; bataljon je bil nadomeščen.
15. oktobra 1942 je bil polk preimenovan v 504. grenadirski polk.